# Karolina Bulak
Karolina Bulak (ur. 8 lutego 1987 w Warszawie) – polska łyżwiarka figurowa startująca w konkurencji solistek. Wicemistrzyni Polski juniorów (2004).
Po zakończeniu kariery zawodniczej brała udział m.in. w rewii w Dubaju z Circus of Russia, występowała również we wszystkich edycjach programu Gwiazdy tańczą na lodzie w grupie White Stars. Ponadto rozpoczęła pracę jako instruktorka w szkole łyżwiarskiej Walley w Warszawie.

## Osiągnięcia
| Mistrzostwa Polski | 2 J |